# Schwedische Fußballnationalmannschaft (U-19-Junioren)
Die schwedische U-19-Fußballnationalmannschaft ist eine schwedische Fußballjuniorennationalmannschaft. Sie vertritt das Königreich Schweden als Auswahlmannschaft in der U-19-Altersklasse. Spielberechtigt sind Spieler, die ihr 19. Lebensjahr noch nicht vollendet haben und die schwedische Staatsbürgerschaft besitzen, bei Turnieren und dazugehörigen Qualifikationsspielen ist das Alter beim ersten Qualifikationsspiel maßgeblich.

## Geschichte
Die U-19-Auswahl wurde 2002 eingeführt und ergänzte eine Altersstufe nach der U-18-Nationalmannschaft. Im selben Jahr wurde die Junioren-Europameisterschaft der U-18-Junioren eingestellt und durch die U-19-Europameisterschaft ersetzt. In den folgenden Jahren misslang der schwedischen Juniorenauswahl jeweils die Teilnahme. Erstmals nahm die Mannschaft bei der EM-Endrunde 2017 an einem Turnier teil, scheiterte allerdings in der Vorrunde als Gruppenletzte.

### Turnierbilanz
| 2002 | nicht qualifiziert                                                                                                |
| 2003 | nicht qualifiziert (in der 2. Runde gescheitert)                                                                  |
| 2004 | nicht qualifiziert                                                                                                |
| 2005 | nicht qualifiziert (in der Eliterunde gescheitert)                                                                |
| 2006 | nicht qualifiziert (in der Eliterunde gescheitert)                                                                |
| 2007 | nicht qualifiziert (in der Eliterunde gescheitert)                                                                |
| 2008 | nicht qualifiziert(in der Eliterunde gescheitert)                                                                 |
| 2009 | nicht qualifiziert (in der Eliterunde gescheitert)                                                                |
| 2010 | nicht qualifiziert                                                                                                |
| 2011 | nicht qualifiziert                                                                                                |
| 2012 | nicht qualifiziert                                                                                                |
| 2013 | nicht qualifiziert (in der Eliterunde gescheitert)                                                                |
| 2014 | nicht qualifiziert (in der Eliterunde gescheitert)                                                                |
| 2015 | nicht qualifiziert (in der Eliterunde gescheitert)                                                                |
| 2016 | nicht qualifiziert (in der Eliterunde gescheitert)                                                                |
| 2017 | Vorrunde |
| 2018 | nicht qualifiziert (in der Eliterunde gescheitert)                                                                |
| 2019 | nicht qualifiziert                                                                                                |
| 2020 | Meisterschaft wegen COVID-19-Pandemie abgesagt (als zweitbester Gruppendritter die abgesagte Eliterunde verpasst) |
| 2022 | nicht qualifiziert (in der Eliterunde gescheitert)                                                                |

| Bilanz     | Bilanz | Bilanz | Bilanz | Bilanz      | Bilanz | Bilanz    | Bilanz       |
| Runde      | Spiele | Siege  | Remis  | Niederlagen | Tore   | Gegentore | Tordifferenz |
| ---------- | ------ | ------ | ------ | ----------- | ------ | --------- | ------------ |
| 1. Runde   | 061    | 29     | 14     | 18          | 118    | 075       | 043          |
| Eliterunde | 039    | 08     | 03     | 28          | 047    | 091       | −44          |
| Endrunde   | 003    | 0      | 01     | 02          | 004    | 006       | 0−2          |
| Gesamt     | 103    | 37     | 18     | 48          | 169    | 172       | 0−3          |

### Trainer
Die schwedischen Jugendauswahlen haben teilweise keine Abgrenzung der Trainer nach Altersstufen, vielmehr wird ein Jahrgang beim Durchlaufen der verschiedenen Altersklassen von einem Trainer oder Trainerduo betreut. Seit Einführung der U-19-Altersklasse 2002 waren daher unter anderem Peter Gerhardsson, Hans Lindbom, Claes Eriksson und Roland Larsson für die schwedische Auswahlmannschaft zuständig. Bei ihrer ersten EM-Teilnahme 2017 wurde die Mannschaft von Eriksson betreut.